# Slow Turning
| Recensione                        | Giudizio        |
| --------------------------------- | --------------- |
| AllMusic                          | [ 1 ]           |
| Robert Christgau                  | B+              |
| The New Rolling Stone Album Guide | [ 3 ]           |
| Sputnikmusic                      | 4.1 (Excellent) |
| Piero Scaruffi                    | [ 5 ]           |
| Dizionario del Pop-Rock           | [ 6 ]           |
| 24.000 dischi                     | [ 7 ]           |

Slow Turning è il nono album discografico di John Hiatt, pubblicato dalla casa discografica A&M Records nell'agosto del 1988.

## Tracce
Lato A
Testi e musiche di John Hiatt, eccetto dove indicato..
1. Drive South – 3:55
2. Trudy and Dave – 4:25
3. Tennessee Plates – 2:57 (John Hiatt, Mike Porter)
4. Icy Blue Heart – 4:34
5. Something Other Than Now – 4:25
6. Georgia Rae – 4:26

Lato B
Testi e musiche di John Hiatt.
1. Ride Along – 3:31
2. Slow Turning – 3:36
3. It'll Come to You – 3:29
4. Is Anybody There? – 5:01
5. Paper Thin – 3:35
6. Feels Like Rain – 4:51

## Musicisti
The Goners
- John Hiatt - voce, chitarra acustica a 6 corde, chitarra elettrica, pianoforte elettrico Wurlitzer
- Sonny Landreth - chitarra slide elettrica ed acustica a 6 e 12 corde, chitarra elettrica a 6 e 12 corde, chitarra steel (national steel)
- David Now Ransom - basso fender
- Ken Blevins - batteria, tamburello

Honor Goners
- James Hooker - organo Hammond
- Bernie Leadon - chitarra (national resonator guitar), mandolino, banjo, chitarra elettrica, mandoloncello
- Ashley Cleveland - accompagnamento vocale, cori
- Dennis Locorriere - accompagnamento vocale, cori

Note aggiuntive
- Glyn Johns - produttore
- Registrato al Ronnie Milsap's Groundstar Labs di Nashville, Tennessee, 20 maggio - 6 giugno, 1988
- Larry Hirsch - ingegnere delle registrazioni
- Keith Odle - assistente ingegnere delle registrazioni
- Glyn Johns e Larry Hirsch - mixaggio (effettuato al Ocean Way Studio di Hollywood, California)
- Joe Schiff - assistente al mixaggio
- Masterizzato al The Mastering Lab da Doug Sax
- Anton Corbijn - fotografie
- Jeff Gold - grafica
- Chuck Beeson e Mary Maurer - design album[11]